# Westen (Mallersdorf-Pfaffenberg)
Westen ist ein Ortsteil des Marktes Mallersdorf-Pfaffenberg im niederbayerischen Landkreis Straubing-Bogen.

## Lage
Das Pfarrdorf Westen liegt etwa fünfhundert Meter südlich von Pfaffenberg südlich der Kleinen Laber.

## Geschichte
Die Geschichte Westens ist eng mit derjenigen des benachbarten Ortes Niederlindhart verbunden. Die ehemalige Pfarrei Niederlindhart bestand im 16. Jahrhundert nicht mehr und ging in der Pfarrei Westen auf. Diese wurde um 1620 dem Kloster Mallersdorf inkorporiert, seit 1803 ist sie wieder selbstständig. 
Im Zuge der Gebietsreform in Bayern wurde Westen zusammen mit der Gemeinde Niederlindhart am 1. Januar 1978 in den Markt Mallersdorf-Pfaffenberg eingemeindet.

## Sehenswürdigkeiten
- Pfarrkirche Mariä Opferung. Das Bauwerk mit frühromanischen Ursprüngen stammt aus dem späten 15. Jahrhundert und wurde im 18. Jahrhundert barock umgestaltet. Der stattliche Turm entstand um 1483; er wurde 1741 auf 60 Meter erhöht und erhielt seine charakteristische Zwiebelhaube. Am Rokoko-Hochaltar von 1787 befinden sich zwei Figuren von Christian Jorhan dem Älteren. Die Kanzel aus der Werkstatt des Mathias Obermayr um 1755 enthält Reliefs zur Johannesgeschichte.
- Skulpturengruppe des Bonifatius, Willibald und Suidger. Im Friedhof erinnert eine Plastik aus Eichstätter Kalkstein an die Zusammenkunft der drei Personen Bonifatius, Willibald und Suidger im Jahre 740. Von hier aus wurde die Gründung des Klosters und des späteren Bistums Eichstätt organisiert.